# ちゃんぽん焼き

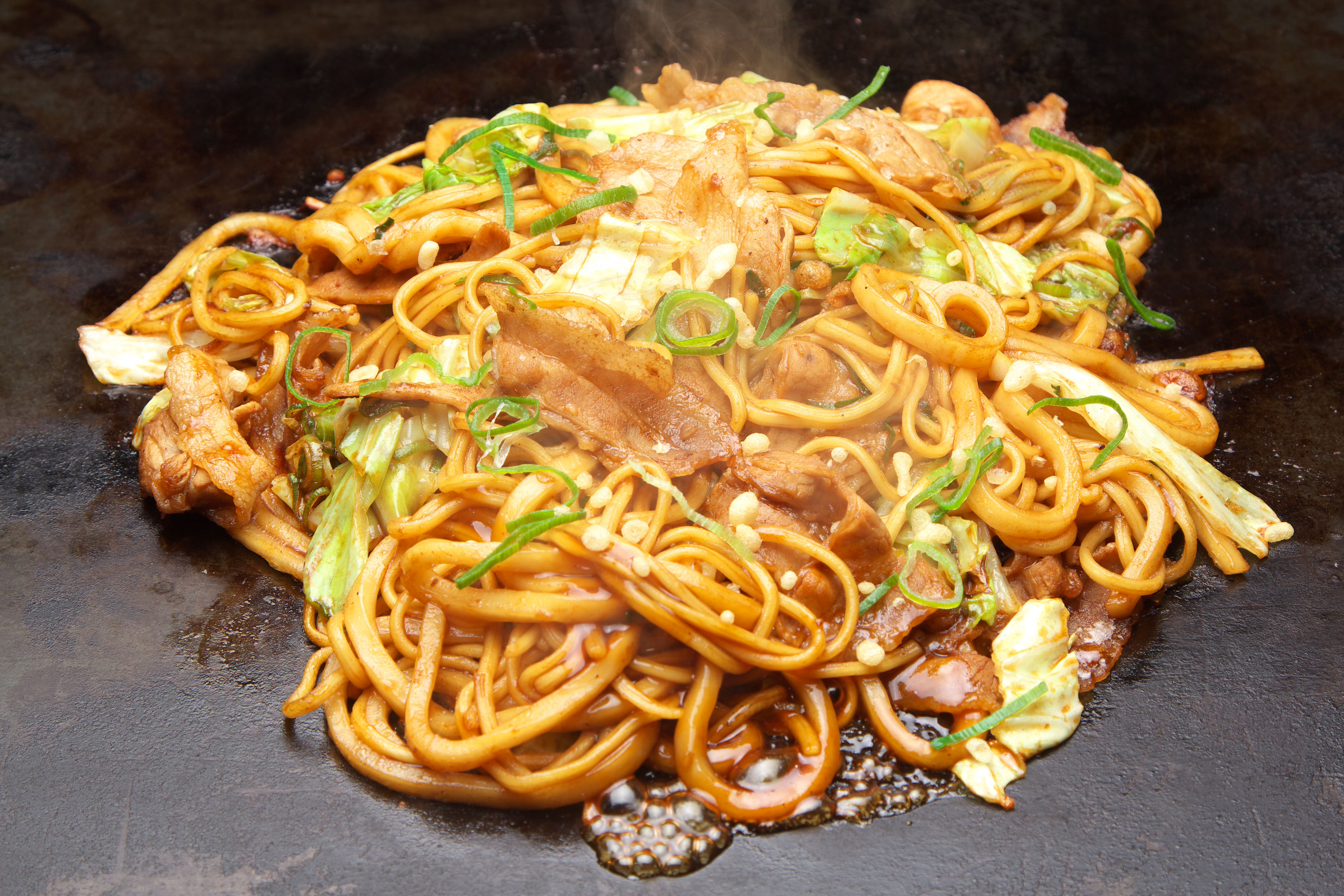
姫路ちゃんぽん焼き（うまいもん横丁）

ちゃんぽん焼き（ちゃんぽんやき）は、兵庫県姫路市周辺で食べられている麺料理で、焼きそばと焼きうどんを合わせたもの。姫路では定番グルメになっている。
長崎発祥の「ちゃんぽん」は福建料理をベースとしたラーメンの一種だが、ちゃんぽん焼きはあくまでも焼き麺である。

## 概要
太さとコシの異なるうどんと中華麺の2種の麺に甘辛ソースが絡み合う。具材はキャベツ、モヤシなどの野菜に豚肉やすじ肉などをミックスし鉄板で焼く。太さの違う麺が合わさった食感は新感覚としてテレビ番組「秘密のケンミンSHOW」や、「ヒルナンデス」（日本テレビ）のコーナーで、「うまいもん横丁」のちゃんぽん焼きが紹介されるなど、各種メディアで取り上げられてから、他地域でも知られるようになった。
ちゃんぽんとは「まぜこぜ」という意味であり、姫路市周辺だけで焼きそばと焼きうどんを混ぜたものを意味するが、なぜそうなったかは不明。昭和時代の1950年代から姫路市では食べられており、姫路市を中心に8店舗を展開するスーパー「ヴェルゼ」の惣菜コーナーでも、「姫路ちゃんぽん」という名称で売られている。

## 参考サイト
- ヒルナンデス 2015年1月8日放送内容
- 価格com公式サイト「秘密のケンミンSHOW」で紹介されたグルメ情報
- 大日本観光新聞
- ほりほりの姫路ガイド